# ТЕС Абу-Дабі
24°30′22″ пн. ш. 54°22′42″ зх. д. / 24.50611° пн. ш. 54.37833° зх. д.
ТЕС Абу-Дабі – колишня теплова електростанція у Об’єднаних Арабських Еміратах, яка знаходилась на північній околиці міста Абу-Дабі.
Певний час виробництво електроенергії в ОАЕ базувалось виключно на генераторних установках з дизельними двигунами. Їх використання на майданчику ТЕС Абу-Дабі почалось у 1966-му та тривало до 1988-го, при цьому максимальної потужності установки такого типу досягли в 1972 році, коли вони в сукупності могли видавати 26 МВт.
У 1970-му на ТЕС Абу-Дабі ввели в експлуатацію чотири газові турбіни британської John Brown (виробництво за ліцензією General Electric) потужністю по 15 МВт. В 1974-му запрацювали три турбіни General Electric потужністю по 16 МВт, а в 1975 – 1976 роках станцію доповнили ще чотирма турбінами John Brown з показниками по 15 МВт. За два десятиліття, в 1993 – 1994 роках, на майданчику ввели в експлуатацію ще вісім газових турбін John Brown по 30 МВт кожна.
Окрім встановлених на роботу у відкритому циклі газових турбін, в 1977-му на станції запрацювали  шість парових турбін виробництва AEG Kanis – дві потужністю по 30 МВт та чотири по 20 МВт. Вони були інтегровані з чотирма лініями опріснення загальною продуктивністю 55 млн літрів на добу, які працювали за технологією багатостадійного випаровування та використовували залишкове тепло від турбін (можливо відзначити, що перші три лінії опріснення загальною продуктивністю 23 млн м3 з’явились на майданчику ТЕС Абу-Дабі ще в 1970-му).
Як паливо ТЕС споживала нафту, а для охолодження використовували морську воду.
Ще в 1987-му вивели з експлуатації газову турбіну №1. У 2005-му демонтували та перемістили на електростанцію військової бази Шарджа дві турбіни John Brown (встановлені у 1976-му). А в 2010-му станцію остаточно зупинили та невдовзі демонтували (можливо відзначити, перед тим в 2007-му суттєво підсилили ТЕС Умм-аль-Нар, котра теж знаходиться в межах міста Абу-Дабі – проте не на центральному острові Абу-Дабі).